# Schönborn (Pfalz)
Schönborn in der Nordpfalz ist eine Ortsgemeinde im Donnersbergkreis in Rheinland-Pfalz. Sie gehört der Verbandsgemeinde Nordpfälzer Land  an.

## Geographie
Der Ort liegt im Nordpfälzer Bergland westlich des Donnersbergs zwischen Kaiserslautern und Bad Kreuznach.

## Geschichte
Schönborn gehörte bis Ende des 18. Jahrhunderts zur reichsunmittelbaren Herrschaft Reipoltskirchen, die zuletzt gemeinschaftlicher  Besitz der Fürsten von Isenburg-Büdingen und der Grafen von Hillesheim war.
Nach 1792 wurde die Region im Ersten Revolutionskrieg von französischen Truppen besetzt und nach dem Frieden von Campo Formio (1797) annektiert. Von 1798 bis 1814 gehörte Schönborn zum französischen Departement Donnersberg und war dem Kanton Rockenhausen zugeordnet. Aufgrund der auf dem Wiener Kongress (1815) getroffenen Vereinbarungen und einem Tauschvertrag mit Österreich kam die Region 1816 zum Königreich Bayern. Ab 1818 war die Gemeinde Schönborn dem Landkommissariat Kirchheim im bayerischen Rheinkreis, später dem Bezirksamt Kirchheimbolanden zugeordnet, aus dem 1938 der Landkreis Kirchheimbolanden hervorging.
Nach dem Zweiten Weltkrieg wurde Schönborn innerhalb der französischen Besatzungszone Teil des damals neu gebildeten Landes Rheinland-Pfalz und gehörte bis 1968 zum Regierungsbezirk Pfalz. Seit 1969 gehört die Gemeinde zum Donnersbergkreis.
Bevölkerungsentwicklung
Die Entwicklung der Einwohnerzahl von Schönborn, die Werte von 1871 bis 1987 beruhen auf Volkszählungen:
| Jahr | Einwohner |
| 1815 | 175       |
| 1835 | 246       |
| 1871 | 258       |
| 1905 | 252       |
| 1939 | 221       |
| 1950 | 227       |

| Jahr | Einwohner |
| 1961 | 192       |
| 1970 | 159       |
| 1987 | 137       |
| 1997 | 144       |
| 2005 | 135       |
| 2023 | 99        |

## Politik

### Bürgermeister
Nadja Müller ist seit dem 4. April 2022 Ortsbürgermeisterin von Schönborn.
Müllers Vorgänger Dirk Braun war am 11. Juni 2019 vom Gemeinderat zum Ortsbürgermeister gewählt worden. Damit konnte eine siebenmonatige Vakanz beendet werden, die seit November 2018 bestand, weil die bisherige Bürgermeisterin Beate Kitzka ihr Amt aus gesundheitlichen Gründen niedergelegt hatte. Mit Wirkung zum 30. November 2021 legte Braun das Amt jedoch vorzeitig nieder.

### Wappen
| Wappen von Schönborn | Blasonierung: „Unter silbernem Schildhaupt gespalten von Silber und Grün; im Schildhaupt zwei rote Balken begleitet von roten Steinen (4:3:2), rechts ein liliengekrönter roter Brunnen, links ein gestürzter silberner Anker.“ |
| Wappen von Schönborn | |

## Verkehr
Der Öffentliche Nahverkehr ist in den Verkehrsverbund Rhein-Neckar (VRN) integriert. Die Linien 913 und 915 des Omnibusverkehrs Rhein-Nahe verbinden die Gemeinde wochentags mit den nächsten Kleinstädten, Rockenhausen und Obermoschel, sowie mit den Bahnhöfen Rockenhausen und Alsenz an der Alsenztalbahn. Abends und am Wochenende verkehrt ein Ruftaxi der Donnersberg-Verkehrs-Gemeinschaft.
Der Ort liegt etwa 5 Kilometer von der Bundesstraße 48 Bad Bergzabern–Bingen am Rhein entfernt. Die B 48 stellt auch die Anbindung an die etwa 15 Kilometer entfernte Anschlussstelle Winnweiler der Autobahn 63 her.
Am Ortsrand, in einer ehemaligen Radarstation, gibt es seit einigen Jahren einen buddhistischen Tempel der Theravada-Tradition.